# Dicodia germari
Dicodia germari är en insektsart som beskrevs av Nielson 1982. Dicodia germari ingår i släktet Dicodia och familjen dvärgstritar. Inga underarter finns listade i Catalogue of Life.